# Муллер Юрій Григорович
Юрій Григорович Муллер — радянський український художник кіно, художник-постановник.

## Біографія
Народився 12 серпня 1933 року в Києві в родині службовця. Закінчив Київську державну художню школу (1954) і архітектурний факультет Київського державного художнього інституту (1960, нині НАОМА — Національна академія образотворчого мистецтва і архітектури).
Працював архітектором (1960—1962), художником-постановником на телебаченні (1962—1971), головним художником Дирекції програм Республіканського телебачення.
З 1973 — художник Київської кіностудії ім. О. П. Довженка.
Був у 1986—1994 рр. членом Спілки кінематографістів України. Емігрував з України.

## Фільмографія
Оформив телефільми:
- «Рядок із книги історії» (1965)
- «Співає Майя Кристалінська» (1967)
- «Буковинські вечірки» (1969)
- «Знімається Огневий» (1970)
- «Знайомтесь, „Мрія“» (1970)
- «Будинок 25/69» (1970)  та ін.

Телеспектаклі:
- «Шляхи, які ми обираємо» (1963)
- «Єгор Буличов» (1969)
- «Банкір» (1971)

Художні стрічки:
- «Новосілля» (1973, у співавт.)
- «Народжена революцією» (1973—1976, т/ф, 10 серій)
- «Театр невідомого актора» (1976)
- «За п'ять секунд до катастрофи» (1977)
- «Напередодні прем'єри»
- «Дивертисмент» (1978)
- «Вигідний контракт» (1979)
- «Поїздка через місто» (1979, новела)
- «Побачення» (1982)
- «Прискорення» (1983)
- «Пароль знали двоє» (1985)
- «На крутозламі» (1985)
- «Моя люба» (1987)
- «Випадок із газетної практики» (1987)
- «Яма» (1990)
- «Війна» (1990, т/ф, 6 серій, у співавт.)